# Estado Soberano del Magdalena
El Estado Soberano del Magdalena fue una división administrativa y territorial de los Estados Unidos de Colombia. El ente territorial, creado el 15 de junio de 1857 con el nombre de Estado Federal del Magdalena, fue oficialmente reconocido como Estado de la Federación en la constitución nacional de 1858, y finalmente denominado Soberano en la constitución nacional de 1863. El estado subsistió hasta el 7 de septiembre de 1886 cuando entra en vigor la Constitución política colombiana de 1886 y pasa a llamarse Departamento del Magdalena.

## Historia
Durante la primera independencia de Colombia (la denominada Patria Boba), la provincia de Santa Marta aunque en un principio pretendió declararse independiente, permaneció del lado realista, una de entre muchas razones que originaron la Campaña del Magdalena. La provincia de Riohacha en tanto continuó fiel a la Corona española. 
Dichas provincias fueron luego integrantes de la Gran Colombia como parte del departamento del Magdalena; una vez se desintegró dicha nación ambas provincias formaron parte de la República de la Nueva Granada, con el mismo territorio de 1810; en 1846 fue segregada de Riohacha la península de La Guajira para formar un territorio nacional en ella, y más tarde (1856) fue segregado de Santa Marta el valle del río Cesar del cual se creó la provincia del Valle de Upar.
Durante los años 1840 a 1842 se desarrolló la guerra civil llamada "Guerra de los Supremos", la cual propició la suplantación del Estado por parte de caudillos locales a causa de la falta de presencia del estado y dando lugar ello mismo a que las más importantes provincias de la costa Caribe de la Nueva Granada se declararan independientes del gobierno central y trataran de organizarse en cinco estados soberanos: Manzanares, Cibeles, Riohacha, Cartagena y Mompós.
En la población de Ciénaga hacia finales de 1840, se manifestó este movimiento independentista costeño en las manos del general Agapito Labarcés, líder local de liberalismo y quien posteriormente sería protagonista de la política en el Estado Soberano del Magdalena.
Dado el aire federalista que estaba tomando la nación (debido a la promulgación de la constitución de 1853, que descentralizó el gobierno nacional y desembocó en la creación de los estados de Panamá y Antioquia), el congreso de la entonces Confederación Granadina dictó la ley del 15 de junio de 1857 que creó los estados de Bolívar, Boyacá, Cauca, Cundinamarca y Magdalena, con el fin de evitar el rompimiento de la república. Por medio de dicha ley el estado del Magdalena se creó a partir de la unión de las provincias neogranadinas de Riohacha, Santa Marta, La Guajira y de la parte de la provincia de Mompós que estaba al oriente del río Magdalena, excepto los distritos que antes pertenecían a la provincia de Ocaña, que se agregaron al Estado Federal de Santander. Este acto fue corroborado y ejecutado por el decreto del 25 de junio del mismo año.

## Geografía

### Aspecto físico
El Estado del Magdalena estaba ubicado en la parte oriental de la llanura del Caribe colombiano, cuya costa se extendía entre las bocas del río Magdalena hasta la boca Paijana en el golfo de Coquivacoa incluyendo numerosas bahías, ensenadas y cabos como la bahía de Santa Marta, la bahía Honda, el cabo de la Vela y la punta Gallinas.
El interior se componía de tres secciones diferenciadas: la serranía, la sabana y las ciénagas. La cordillera de los Andes se introducía al Estado por su costado suroriental por medio de su ramal de la serranía de Perijá, conformando partes de la frontera con el estado de Santander y con Venezuela; al norte en tanto se encontraba la Sierra Nevada de Santa Marta, un inmenso macizo montañoso que presenta todos los climas y es propicio para la agricultura. La zona de la sabana, modelada por las aguas de los ríos Magdalena y Cesar, era propicia para la ganadería y para el cultivo, además de encontrarse en ella bosques de maderas. Al norte de esta sección se encontraba la península de La Guajira, una región plana y árida que se divide entre la Alta Guajira, que comprende casi toda la península y el desierto de la Guajira, y la Baja Guajira que está al pie de la Sierra Nevada y es regada por el río Ranchería.
La sección de las ciénagas se encontraba al occidente y suroccidente del estado; destacaban entre ellas la Ciénaga Grande de Santa Marta y la ciénaga de Zapatosa. Son ante todo parte de la zona de inundación y de marisma de los ríos que desembocan en el Magdalena en esa región del país, y que conforman la depresión momposina.

### Límites
El Magdalena limitaba al norte con el océano Atlántico, al este con los estados del Zulia (Venezuela) y Santander, al sur con el estado de Santander y al oeste con el estado de Bolívar. Estos límites eran semejantes a los que poseían las provincias de Santa Marta y Riohacha en 1810; los límites particulares eran:
- Con Venezuela: la cumbre de la serranía del Perijá desde la cabecera del río de Oro, en dirección norte, hasta la fuente del Socuy; por el curso de este río hasta su confluencia con el Guazare, que unidos forman el río Limón; por este río, aguas abajo, hasta su desembocadura en la laguna de Sinamaica; por el borde oriental de esta laguna hasta encontrar la del Grande Eneal, y de aquí línea recta a la boca del caño Paijana en la ensenada de Calabozo.

- Con el océano Atlántico: toda la costa comprendidas desde la boca del caño Paijana hasta la de Ceniza (en el Magdalena).

- Con Bolívar: desde la boca del caño Chocó en el río Magdalena, y por este aguas abajo hasta su desembocadura principal conocida con el nombre de Bocas de Ceniza.

- Con Santander: a partir la boca del caño Chocó en el Magdalena, aguas arriba, hasta su unión con el Lebrija; luego este hasta la boca de la quebrada Montañitas; de allí hasta el cerro Jurisdicciones; de aquí por las cumbres andinas hasta el cerro Bobalí, y luego este hasta la cabecera del río de Oro.

En la actualidad el territorio que antes pertenecía al Estado Soberano del Magdalena está repartido entre los departamentos de Magdalena, Cesar y La Guajira.

### Divisiones administrativas

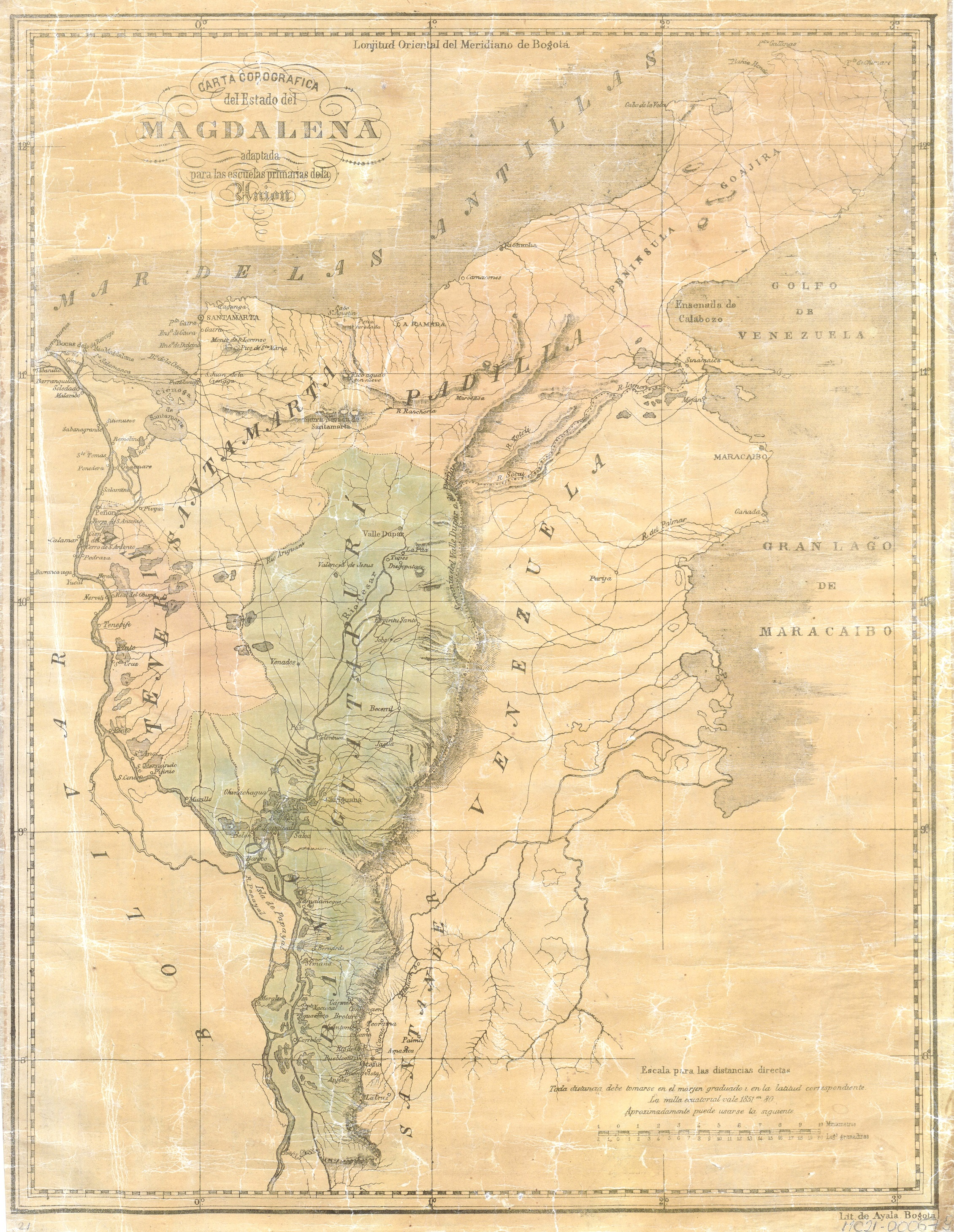
División territorial del Estado Soberano del Magdalena, en 1871.

Por medio de la ley del 21 de noviembre de 1857, cuando se constituyó el Estado, éste fue dividido para su administración en las siguientes provincias:
- El Banco (capital El Banco).
- Padilla (capital Riohacha).
- Santa Marta (capital Santa Marta).
- Tenerife (capital El Piñón).
- Valledupar (capital Valledupar).

En 1864 las provincias pasaron a denominarse departamentos:
- El Banco (capital El Banco).
- Padilla (capital Riohacha).
- Santa Marta (capital Santa Marta).
- Tenerife (capital El Piñón).
- Valledupar (capital Valledupar).

Con la ley 36 de 1867 el Estado quedó dividido en 7 departamentos:
- Belén (capital Belén).
- Cesar (capital San Juan).
- Padilla (capital Riohacha).
- Río de Oro (capital Río de Oro).
- Santa Marta (capital Santa Marta).
- Tenerife (capital El Piñón).
- Valledupar (capital Valledupar).

A través de la ley del 7 de diciembre de 1868 se subdividió nuevamente el Estado en 5 departamentos:
- El Banco (capital Puerto Nacional).
- Guatapurí (capital Valledupar).
- Padilla (capital Riohacha).
- Santa Marta (capital Santa Marta).
- Tenerife (capital El Piñón).

Por la ley del 29 de octubre de 1870, el departamento de Guatapurí adquirió de nuevo el nombre de Valledupar, y la localidad de Santa Ana pasó a ser la capital del departamento de Tenerife.
En 1876 la localidad de Aguachica pasó a ser la capital del departamento de El Banco. En 1877, Ciénaga se convirtió en la capital del departamento de Santa Marta; el departamento de Valledupar fue agregado al de Santa Marta, y fue de nuevo recreado el 2 de julio de 1879. Con la ley del 14 de octubre de 1883 el departamento de Valledupar fue definitivamente disuelto y su territorio agregado a los de El Banco y Padilla.

### Territorios nacionales
El Territorio Nacional de La Guajira y el Territorio Nacional de la Sierra Nevada y Motilones, pertenecían a la jurisdicción del Estado pero eran administrados por el gobierno nacional.

## Presidentes
El Estado Soberano del Magdalena durante los aproximadamente veintinueve (29) años de existencia tuvo varios presidentes, entre los que se destacan:
General Joaquín Riascos García, quien gobernó en dos ocasiones en los años 1867 y 1875, gracias a su temple militar, habilidades y sus relaciones con dos líderes de la región llamados José María Louis Herrera y Francisco de Labarcés.
Luis Antonio Robles, quien ocupó el cargo en 1878, llegando a él gracias a que figuró en la vida pública por varios puestos ocupados, siendo el primer hombre afrocolombiano en llegar al parlamento y ministro.